# Mistrzostwa NCAA Division I w Zapasach w 2025
Mistrzostwa NCAA Division I w zapasach rozegrane zostały w Filadelfii w dniach 20–22 marca 2025 roku. Zawody odbyły się na terenie Wells Fargo Center. Punkty zdobyło 58 drużyn.
- Outstanding Wrestler – Carter Starocci

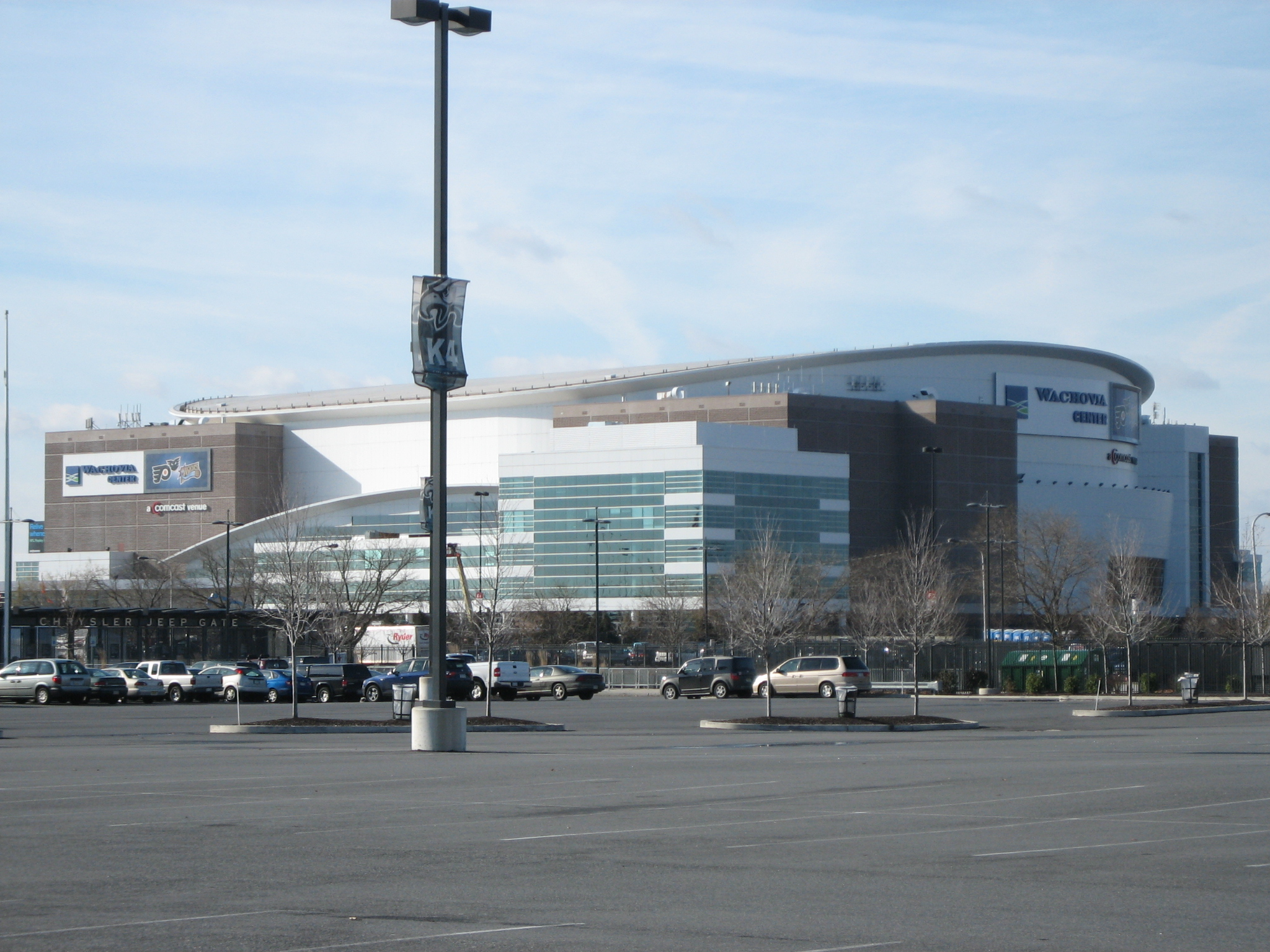
Hala

## Wyniki

### Drużynowo
| Kolejność | Szkoła                          | Zespół         |
| --------- | ------------------------------- | -------------- |
| 1.        | Pennsylvania State University   | Nittany Lions  |
| 2.        | Uniwersytet Nebraski w Lincoln  | Cornhuskers    |
| 3.        | Oklahoma State University       | Cowboys        |
| 4.        | University of Iowa              | Hawkeyes       |
| 5.        | Uniwersytet Minnesoty           | Golden Gophers |
| .         | Ohio State University           | Buckeyes       |
| 7.        | Uniwersytet Cornella            | Big Red        |
| 8.        | North Carolina State University | Wolfpack       |

### All American

#### 125 lb
| Lp. | Zawodnik         | Szkoła               |
| --- | ---------------- | -------------------- |
| 1.  | Vincent Robinson | North Carolina State |
| 2.  | Troy Spratley    | Oklahoma State       |
| 3.  | Luke Lilledahl   | Penn State           |
| 4.  | Matt Ramos       | Purdue               |
| 5.  | Eddie Ventresca  | Virginia Tech        |
| 6.  | Sheldon Seymour  | Lehigh               |
| 7.  | Caleb Smith      | Nebraska             |
| 8.  | Stevo Poulin     | Northern Colorado    |

#### 133 lb
| Lp. | Zawodnik         | Szkoła        |
| --- | ---------------- | ------------- |
| 1.  | Lucas Byrd       | Illinois      |
| 2.  | Drake Ayala      | Iowa          |
| 3.  | Zeth Romney      | Cal Poly      |
| 4.  | Zan Fugitt       | Wisconsin     |
| 5.  | Braeden Davis    | Penn State    |
| 6.  | Connor McGonagle | Virginia Tech |
| 7.  | Jacob Van Dee    | Nebraska      |
| 8.  | Tyler Knox       | Stanford      |

#### 141 lb
| Lp. | Zawodnik        | Szkoła        |
| --- | --------------- | ------------- |
| 1.  | Jesse Mendez    | Ohio State    |
| 2.  | Brock Hardy     | Nebraska      |
| 3.  | Beau Bartlett   | Penn State    |
| 4.  | CJ Composto     | Pennsylvania  |
| 5.  | Cael Happel     | Northern Iowa |
| 6.  | Josh Koderhandt | US Navy       |
| 7.  | Jacob Frost     | Iowa State    |
| 8.  | Vance Vombaur   | Minnesota     |

#### 149 lb
| Lp. | Zawodnik        | Szkoła             |
| --- | --------------- | ------------------ |
| 1.  | Ridge Lovett    | Nebraska           |
| 2.  | Caleb Henson    | Virginia Tech      |
| 3.  | Shayne Van Ness | Penn State         |
| 4.  | Dylan D`Emilio  | Ohio State         |
| 5.  | Lachlan McNeil  | North Carolina     |
| 6.  | Ethan Stiles    | Oregon State       |
| 7.  | Sammy Alvarez   | Rider              |
| 8.  | Gavin Drexler   | North Dakota State |

#### 157 lb
| Lp. | Zawodnik        | Szkoła            |
| --- | --------------- | ----------------- |
| 1.  | Antrell Taylor  | Nebraska          |
| 2.  | Joey Blaze      | Purdue            |
| 3.  | Tyler Kasak     | Penn State        |
| 4.  | Trevor Chumbley | Northwestern      |
| 5.  | Meyer Shapiro   | Cornell           |
| 6.  | Vinny Zerban    | Northern Colorado |
| 7.  | Matty Bianchi   | Little Rock       |
| 8.  | Caleb Fish      | Oklahoma State    |

#### 165 lb
| Lp. | Zawodnik            | Szkoła         |
| --- | ------------------- | -------------- |
| 1.  | Mitchell Mesenbrink | Penn State     |
| 2.  | Michael Caliendo    | Iowa           |
| 3.  | Peyton Hall         | West Virginia  |
| 4.  | Christopher Minto   | Nebraska       |
| 5.  | Terrell Barraclough | Utah Valley    |
| 6.  | Hunter Garvin       | Stanford       |
| 7.  | Cam Steed           | Missouri       |
| 8.  | Cameron Amine       | Oklahoma State |

#### 174 lb
| Lp. | Zawodnik          | Szkoła               |
| --- | ----------------- | -------------------- |
| 1.  | Dean Hamiti       | Oklahoma State       |
| 2.  | Keegan O’Toole    | Missouri             |
| 3.  | Levi Haines       | Penn State           |
| 4.  | Patrick Kennedy   | Iowa                 |
| 5.  | Simon Ruiz        | Cornell              |
| 6.  | Cade DeVos        | South Dakota State   |
| 7.  | Matthew Singleton | North Carolina State |
| 8.  | Danny Wask        | US Navy              |

#### 184 lb
| Lp. | Zawodnik           | Szkoła         |
| --- | ------------------ | -------------- |
| 1.  | Carter Starocci    | Penn State     |
| 2.  | Parker Keckeisen   | Northern Iowa  |
| 3.  | Max McEnelly       | Minnesota      |
| 4.  | Dustin Plott       | Oklahoma State |
| 5.  | Chris Foca         | Cornell        |
| 6.  | Jaxon Smith        | Maryland       |
| 7.  | Silas Allred       | Nebraska       |
| 8.  | Donnell Washington | Indiana        |

#### 197 lb
| Lp. | Zawodnik         | Szkoła                |
| --- | ---------------- | --------------------- |
| 1.  | Stephen Buchanan | Iowa                  |
| 2.  | Josh Barr        | Penn State            |
| 3.  | AJ Ferrari       | Cal State-Bakersfield |
| 4.  | Jacob Cardenas   | Michigan              |
| 5.  | Joseph Novak     | Wyoming               |
| 6.  | Stephen Little   | Little Rock           |
| 7.  | Mac Stout        | Pittsburgh            |
| 8.  | Camden McDanel   | Nebraska              |

#### 285 lb
| Lp. | Zawodnik           | Szkoła               |
| --- | ------------------ | -------------------- |
| 1.  | Wyatt Hendrickson  | Oklahoma State       |
| 2.  | Gable Steveson     | Minnesota            |
| 3.  | Cohlton Schultz    | Arizona State        |
| 4.  | Isaac Trumble      | North Carolina State |
| 5.  | Owen Trephan       | Lehigh               |
| 6.  | Greg Kerkvliet     | Penn State           |
| 7.  | Joshua Heindselman | Michigan             |
| 8.  | Ben Kueter         | Iowa                 |